# Karan Singh
Karan Singh (ur. 9 marca 1931 w Cannes) – indyjski polityk, dyplomata, pisarz i publicysta.

## Życiorys
Karan Singh urodził się w Cannes we Francji. Jest synem maharadży Hari Singha, władcy stanu Dżammu i Kaszmir.
Naukę pobierał w Pratap College, a następnie na Uniwersytecie Delhi.

### Kariera polityczna
W 1949 został mianowany regentem Kaszmiru, a od 1952 do 1965, sprawował funkcję głowy stanu. Od 1965 do 1967 był gubernatorem stanu Dżammu i Kaszmir.
W 1957 podpisał akt wprowadzenia konstytucji w tym stanie
Przez całą karierę polityczną związany z Indyjskim Kongresem Narodowym.
Następnie rozpoczął karierę w polityce krajowej. Został deputowanym do Lok Sabhy, izby niższej indyjskiego parlamentu, w której zasiadał w latach 1967–1980 i w 1990. Sprawował szereg ministerialnych funkcji. W latach 1967–1973 był ministrem turystyki i lotnictwa cywilnego, w latach 1973–1977 ministrem zdrowia i planowania rodziny, od 1979 do 1980 ministrem edukacji i kultury.
W 1974 był przewodniczącym indyjskiej delegacji na Konferencję na temat Zaludnienia i Rozwoju w Bukareszcie.
W latach 1990–1991 Singh był ambasadorem Indii w USA. Od 1996 zasiada w izbie wyższej parlamentu, Rajya Sabha.
Singh był wymieniany jako potencjalny kandydat do urzędu prezydenta w wyborach w lipcu 2007. Był także przywódcą większości INC w parlamencie.

### Działalność publicystyczna i pisarska
Karan Singh pierwsze eseje publikował już w latach 50.
Od lat 70. XX wieku publikuje książki historyczne, biograficzne, a także zbiory esejów i tomiki poezji.
Działa w wielu organizacjach społecznych i instytucjach, m.in.: India forum, Dharmarth trust, Temple of understanding, Indo-French forum, Council for the World religions, IIC-Aisa, Peoples commission on & environment & development.
Jest przewodniczącym Vishva Hindu Parishad

## Życie prywatne
W 1950 ożenił się z Yasho Rajya Lakshmi. Mają córkę i dwóch synów, z których jeden – Ajatshatru Singh – również jest politykiem.

## Publikacje
Lista publikacji na podstawie materiału źródłowego
- Towards A New India (1974)
- Population, Poverty and the Future of India (1975)
- One Man's World (1986)
- Essays on Hinduism. Ratna Sagar. 1987. ISBN 81-7070-173-2[11].
- Humanity at the Crossroads (wspólnie z Daisaku Ikedą), Oxford University Press, 1988.
- Brief Sojour (1991)
- Hymn to Shiva and Other Poems (1991)
- The Transition to a Global Society (1991)
- Mountain of Shiva (1994)
- Autobiography. Oxford University Press, 1994. ISBN 0-19-563636-8.
- Prophet of Indian Nationalism
- Hinduism. Sterling Publishers Pvt. Ltd, 2005. ISBN 1-84557-425-7[12]
- Mundaka Upanishad: The Bridge to Immortality
- Ten Gurus of the Sikhs Their Life Story, Tr. into English Pramila Naniwadekar & Moreshwar Naniwadekar.
- Nehru's Kashmir. Wisdom Tree, ISBN 978-81-8328-160-7.
- A Treasury of Indian Wisdom Penguin Ananda, 2010. ISBN 978-0-670-08450-0.